# ناحیه بن سرور
ناحیه بن سرور (به عربی: دائرة بن سرور) یک ناحیه در الجزایر است که در استان مسیله واقع شده‌است.